# Alfa Centauro (foguete)
O Alfa Centauro ou APEX A1-02, foi a primeira tentativa da Força Aérea Argentina de criar uma família de foguetes de sondagem,
lançado em 2 de fevereiro de 1961 de Santo Tomás en Pampa de Achala, 
província de Córdova.

## História
A partir de 1960, foram iniciados os estudos para desenvolvimento de foguetes de sondagem a combustível sólido. Esse trabalho foi realizado quase que exclusivamente
no Instituto de Investigaciones Aeronáuticas y Espaciales (I.I.A.E.), exceto o trabalho realizado pelo Instituto de Investigaciones Científicas y Técnicas 
de las Fuerzas Armadas Argentinas CITEFA, com o foguete de sondagem Proson M1.

## Especificações
- Número de estágios: 1
- Massa total: 28 kg
- Altura: 2,7 m (altura do motor 1,6 m )
- Diâmetro: 9,4 cm (diâmetro da coifa com a carga útil: 10 cm)
- Carga útil: 3,3 kg